# Аристархов Дмитро Аврамович
Дмитро́ Авра́мович Ариста́рхов (10 листопада 1923 — 8 лютого 2017) — радянський військовик часів Другої світової війни, командир взводу протитанкових рушниць 117-го стрілецького полку 23-ї стрілецької дивізії (61-а армія, 1-й Білоруський фронт), старший лейтенант. Герой Радянського Союзу (1945).

## Біографія
Народився 10 листопада 1923 року в селі Аджамка Єлисаветградської округи Одеської губернії (нині — Кропивницький район Кіровоградської області) в селянській родині. Українець. Після закінчення середньої школи в 1940 році працював у місцевому колгоспі.
1 липня 1941 року добровільно вступив до лав РСЧА. Учасник німецько-радянської війни з серпня 1941 року. Бойове хрещення отримав на ростовському напрямку поблизу станції Синявська. Потім — короткочасні офіцерські курси й знову на фронт, вже лейтенантом. Під Новоросійськом був вперше поранений. Після одужання з боями пройшов від Кавказьких гір до Берліна, брав участь у форсуванні Дніпра, визволенні України й Білорусі. Ще тричі був поранений.
Особливо командир взводу протитанкових рушниць 117-го стрілецького полку 23-ї стрілецької дивізії старший лейтенант Д. А. Аристархов відзначився під час Варшавсько-Познанської наступальної операції. 13 січня 1945 року передовий батальйон полку підійшов до притоки Вісли — річки Пилиці. В ніч на 14 січня взвод ПТР під його командуванням разом з групою автоматників по містках, зшитих і збитих з підручного матеріалу, форсували крижану Пилицю. Зайнявши оборону на плацдармі, бійці відбили 7 атак супротивника при підтримці авіації й танків. В критичний момент бою, залишившись один, вогнем з ПРТ підпалив дві ворожі самохідні гармати, проте осколком снаряду була пошкоджена й рушниця. Тоді старший лейтенант Аристархов з гранатою в руці поповз на третю САУ й підірвав її, сам при цьому отримав важке поранення.
По закінченні війни продовжив військову службу в ЗС СРСР. У 1973 році підполковник Д. А. Аристархов вийшов у запас.
Мешкав у місті Нижній Новгород (Російська Федерація).

## Нагороди
Указом Президії Верховної Ради СРСР від 24 березня 1945 року за зразкове виконання бойових завдань командування на фронті боротьби з німецькими загарбниками та виявлені при цьому відвагу і героїзм, старшому лейтенантові Аристархову Дмитру Аврамовичу присвоєне звання Героя Радянського Союзу з врученням ордена Леніна і медалі «Золота Зірка» (№ 6439).
Також нагороджений орденами Червоного Прапора, Вітчизняної війни 1-го ступеня (11.03.1985), Червоної Зірки (03.08.1944) і медалями.
Почесний громадянин села Аджамка Кіровоградської області та міста Нижній Новгород.